# برنهارد موهر
برنهارد موهر (بالألمانية: Bernhard Muhr)‏ هو لاعب كرة قدم نمساوي في مركز قلب الدفاع، ولد في 17 مارس 1977 في غراتس في النمسا. شارك مع منتخب النمسا تحت 21 سنة لكرة القدم. أما مع النوادي، فقد لعب مع أوستريا فيينا ولاسك لينتس ونادي رايندورف آلتاخ.

## وصلات خارجية
- برنهارد موهر على موقع قاعدة بيانات كرة القدم.إي يو (الإنجليزية)
- برنهارد موهر على موقع عالم كرة القدم.نت (الإنجليزية)